# Елізабет Макговерн
Елізабет Лі Макговерн (англ. Elizabeth Lee McGovern; нар. 18 червня 1961, Еванстон, Іллінойс) —  американська акторка театру, кіно та телебачення.

## Життєпис
Елізабет Лі Макговерн народилася 18 червня 1961 року у місті Еванстон, штат Іллінойс, в родині професора юриспруденції Вільяма Монтгомері Макговерна-молодшого та шкільної вчительки Кетрін Волкотт (до шлюбу Воттс). Її молодша сестра — письменниця Кеммі Макговерн. Їхня родина переїхала до Лос-Анджелеса, коли батько отримав місце викладача у Каліфорнійському університеті. Елізабет почала працювати в театрі ще коли навчалася у школі, по закінченні якої вивчала акторську майстерність в Театральній консерваторії в Сан-Франциско. Потім закінчила Джульярдську школу у Нью-Йорку.
Вже своїми першими ролями Макговерн привернула увагу: 1980 року Роберт Редфорд запросив її до своєї дебютної картини «Звичайні люди». За роль у стрічці Мілоша Формана «Регтайм» (1981) вона була номінована на премії Оскар (як найкраща акторка другого плану) та Золотий глобус (як найбільш обіцяюча акторка-початківиця). Справжню славу принесла роль Дебори Геллі у фільмі Серджо Леоне «Одного разу в Америці» (1984). З того часу акторка багато грає у театрі, знімається в кіно та на телебаченні. У 2011—2012 роках за роль Кори Кроулі у телесеріалі «Абатство Даунтон» номінувалася на премії Еммі та Золотий глобус як найкраща акторка у мінісеріалі або телефільмі.
Елізабет Макговерн є також вокалісткою гурту «Sadie and the Hotheads».

## Особисте життя
1992 року Макговерн вступила у шлюб з кінорежисером Саймоном Кертісом. У шлюбі народила доньок Матильду та Грейс.

## Фільмографія
| Рік       |    | Українська назва                        | Оригінальна назва                                | Роль                                        |
| --------- | -- | --------------------------------------- | ------------------------------------------------ | ------------------------------------------- |
| 1980      | ф  | Звичайні люди                           | Ordinary People                                  | Джанін Пратт                                |
| 1981      | ф  | Регтайм                                 | Ragtime                                          | Евелін Несбіт                               |
| 1983      | ф  | Хвороба кохання                         | Lovesick                                         | Хлоя Аллен                                  |
| 1984      | ф  | Одного разу в Америці                   | Once Upon a Time in America                      | Дебора Геллі                                |
| 1984      | ф  | Наввипередки з місяцем                  | Racing with the Moon                             | Кедді Вінгер                                |
| 1987      | ф  | Вікно спальні                           | The Bedroom Window                               | Деніз                                       |
| 1988      | ф  | В неї буде дитина                       | She's Having a Baby                              | Крісті Бріггс                               |
| 1989      | ф  | Красунчик Джонні                        | Johnny Handsome                                  | Донна Маккарті                              |
| 1990      | ф  | Оповідь служниці                        | The Handmaid's Tale                              | Мойра                                       |
| 1990      | ф  | Удар по системі                         | A Shock to the System                            | Стелла Андерсон                             |
| 1990      | ф  | Налаштуйся на завтра                    | Tune in Tomorrow                                 | Елейна Квінс                                |
| 1993      | ф  | Король гори                             | King of the Hill                                 | Лідія                                       |
| 1994      | ф  | Послуга                                 | The Favor                                        | Емілі Ембрі                                 |
| 1996      | с  | Байки зі склепу                         | Tales from the Crypt                             | Лора Кендалл (епізод «Horror in the Night») |
| 1997      | ф  | Крила голубки                           | The Wings of the Dove                            | Сьюзен Стрінгхем                            |
| 1998      | ф  | Людина з дощем у взутті                 | The Man with Rain in His Shoes                   | Діана                                       |
| 2000      | ф  | Обитель радості                         | The House of Mirth                               | місіс Керрі Фішер                           |
| 2001      | ф  | Солдати Буффало                         | Buffalo Soldiers                                 | місіс Берман                                |
| 2007      | тф | Дафна                                   | Daphne                                           | Елен Даблдей                                |
| 2007      | с  | Закон і порядок: Спеціальний корпус     | Law & Order: Special Victims Unit                | Фейт Саттон (епізод «Harm»)                 |
| 2008      | с  | Пуаро Агати Крісті: Побачення зі смертю | Agatha Christie's Poirot: Appointment with Death | леді Селія Вестголм                         |
| 2010      | ф  | Пипець                                  | Kick-Ass                                         | місіс Лізевскі                              |
| 2010      | ф  | Битва титанів                           | Clash of the Titans                              | Мармара                                     |
| 2010—2015 | с  | Абатство Даунтон                        | Downton Abby                                     | Кора Кроулі (52 епізоди)                    |
| 2012      | ф  | Хороший день для весілля                | Cheerful Weather for the Wedding                 | місіс Тетчем                                |
| 2015      | ф  | Жінка в золоті                          | Woman in Gold                                    | суддя Флоренс-Мері Купер                    |
| 2017      | ф  | Дружина                                 | The Wife                                         | Елейн Мозелл                                |
| 2018      | ф  | Пасажир                                 | The Commuter                                     | Карен МакКоулі                              |
| 2019      | ф  | Абатство Даунтон                        | Downton Abby                                     | Кора Кроулі                                 |
| 2019      | с  | Війна світів                            | War of the Worlds                                | Гелен Браун (9 епізодів)                    |
| 2022      | ф  | Абатство Даунтон 2                      | Downton Abby: A New Era                          | Кора Кроулі, графиня Грентем                |
| 2025      | ф  | Абатство Даунтон 3                      | Downton Abby 3                                   | Кора Кроулі, графиня Грентем                |

## Нагороди та номінації
Оскар
- 1982 — Номінація на найкращу акторку другого плану (Регтайм).

Золотий глобус
- 1982 — Номінація на нову зірку року — акторка (Регтайм).
- 2012 — Номінація на найкращу акторку у мінісеріалі або телефільмі (Абатство Даунтон).

Еммі (Прайм-тайм)
- 2011 — Номінація на найкращу акторку у мінісеріалі або телефільмі (Абатство Даунтон).

Премія Гільдії кіноакторів
- 2013 — Найкращий акторський склад у драматичному серіалі (Абатство Даунтон).
- 2014 — Номінація на найкращий акторський склад у драматичному серіалі (Абатство Даунтон).
- 2015 — Найкращий акторський склад у драматичному серіалі (Абатство Даунтон).
- 2016 — Найкращий акторський склад у драматичному серіалі (Абатство Даунтон).
- 2017 — Номінація на найкращий акторський склад у драматичному серіалі (Абатство Даунтон).